# Tune to the Music
Singles de Status Quo
In My Chair
(1970) Paper Plane
(1972)
Tune to the Music est une chanson sortie en single du groupe anglais Status Quo.

## Historique
Sorti le 18 juin 1971, ce single prépare la sortie de l'album Dog of Two Head, pourtant ce titre n'y figurera pas. Il a la particularité d'être le dernier single du groupe enregistré pour le label Pye Records et produit par John Schroeder. Il faudra attendre la parution de la compilation, Best of Status Quo pour voir sa parution sur un album. Il sera par la suite inclus sur les différentes rééditions de Dog of Two Head. Ce single ne se classa pas dans les charts.
Le titre de la face B, Good Thinking est une blues jam en studio. Il s'agit du premier titre instrumental du groupe.

## Liste des titres
- Face A: Tune to the Music (Francis Rossi / Robert Young) - 3:07
- Face B: Good Thinking (Status Quo) - 3:34

## Musiciens du groupe
- Francis Rossi : chant, guitare solo
- Rick Parfitt : guitare rythmique.
- Alan Lancaster : basse.
- John Coghlan : batterie, percussions.
- Roy Lynes: claviers